# Hippocrepis multisiliquosa
La quebrantaherraduras  (Hippocrepis multisiliquosa) es una planta de la familia de las Fabáceas.

## Descripción
Es una planta anual de 20 a 50 cm de altura, herbácea y endeble, con hojas compuestas de 3 a 5 folíolos oval-oblongos y rematadas por uno terminal. Las flores son amarillas y se disponen en grupos de 2 a 6, con pedúnculos no más largos que las hojas. El cáliz presenta 5 dientes de los que los 2 superiores están soldados en parte. La quilla está terminada en pico. El fruto es una legumbre algo curvada, articulada en artejos que contienen una sola semilla cada uno. 
Florece a finales de primavera y principio de verano.

## Hábitat
Tomillares basófilos

## Citología
Números cromosomáticos de Hippocrepis multisiliquosa  (Fam. Leguminosae) y táxones infraespecificos :
2n=14.

## Sinonimia
- Ferrum-equinum multisiliquosum (L.) Medik. in Vorles. Churpfälz. Phys.-Ökon. Ges. 2: 371 (1787)
- Hippocrepis confusa Pau in Bull. Acad. Int. Géogr. Bot. 16(206): 75 (1906), nom. nud.
- Hippocrepis multiflora Schkuhr, Bot. Handb. 2: 381 (1796)
- Hippocrepis multisiliquosa subsp. confusa (Pau) Maire in Jahand. & Maire, Cat. Pl. Maroc 420 (1932)
- Hippocrepis multisiliquosa var. confusa (Pau) Pau in Bol. Soc. Aragonesa Ci. Nat. 15: 164 (1916)
- Hippocrepis ambigua sensu Bellot in Anales Jard. Bot. Madrid 7: 381 (1948)[2]
- Hippocrepis confusa subvar. leiocarpa Maire
- Hippocrepis cyclocarpa auct.
- Hippocrepis confusa var. austro-oranensis Maire
- Hippocrepis confusa var. banica Maire (1933)
- Hippocrepis confusa subvar. trachycarpa Maire (1934)[3]

## Nombre común
- Castellano: herradura de caballo, herraduras, hierba de la herradura, quebranta herraduras.[2]